# Kino International
Das Kino International ist ein Großraumkino an der Karl-Marx-Allee 33 im Berliner Ortsteil Mitte, das von der Yorck Kinogruppe betrieben wird und sich zwischen Alexanderplatz und Strausberger Platz befindet. Es wurde 1963 eröffnet und diente in der DDR bis 1990 als Premierenkino. 
Als Zeugnis der architektonischen Moderne steht das Kino seit Beginn des 21. Jahrhunderts unter Denkmalschutz. Durch seine leichte und luftige Funktionalität unterscheidet es sich grundlegend von den in den 1950er Jahren fertiggestellten Gebäuden der Karl-Marx-Allee.

## Bauabschnitt 2 der Karl-Marx-Allee (1959–1965)
Nach der Fertigstellung der damaligen Stalinallee vom Strausberger Platz bis zur Proskauer Straße wurde auch die Verlängerung bis zum Alexanderplatz geplant. Nach Ablehnung eines Vorschlages von Hermann Henselmann schrieb man einen Gestaltungswettbewerb aus, an dem sieben Architekturbüros teilnahmen. Anders als im ersten Bauabschnitt, in dem Häuser im aufwendigen Stil des Sozialistischen Klassizismus dominieren, entschied sich die Jury beim zweiten Bauabschnitt unter anderem aus Kostengründen für den Entwurf der Stadtplaner Josef Kaiser, Edmund Collein und Werner Dutschke, der eine gemischte Bebauung aus Plattenbauten, Geschäften, Restaurants und kulturellen Einrichtungen vorsah. Hierzu zählen u. a. das Café Moskau, die Mokka-Milch-Eisbar, das Hotel Berolina und das Kino International. Als integraler Bestandteil eines Wohnkomplexes mit einer gleichen „Funktionsdichte [war es] in keinem anderen innerstädtischen Neubaugebiet jener Jahre“ in der DDR zu finden. Diese städtebauliche Komposition konnte ohne Weiteres dem Weltmaßstab standhalten.

## Planung und Architektur

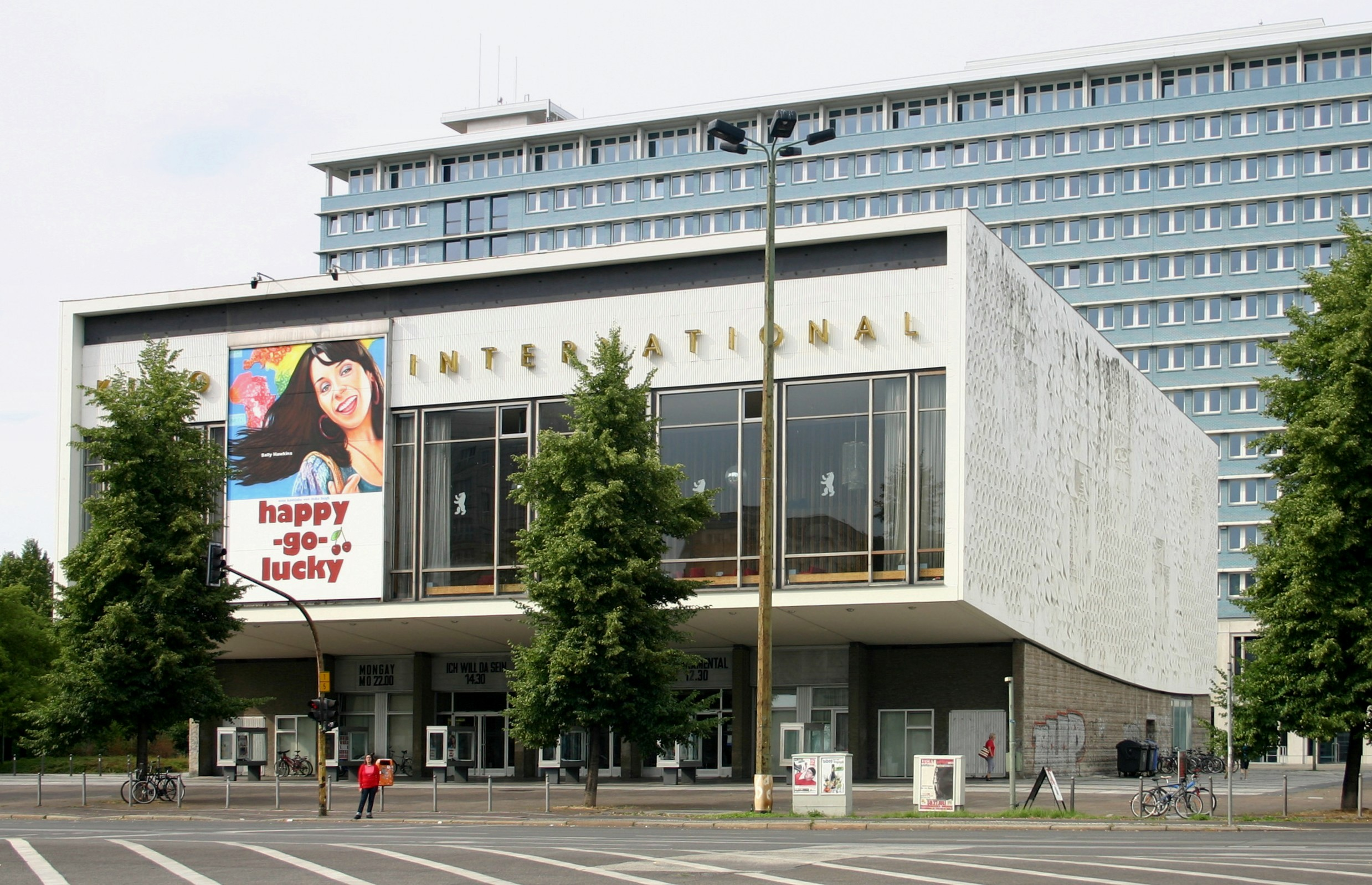
Kino International, 2008

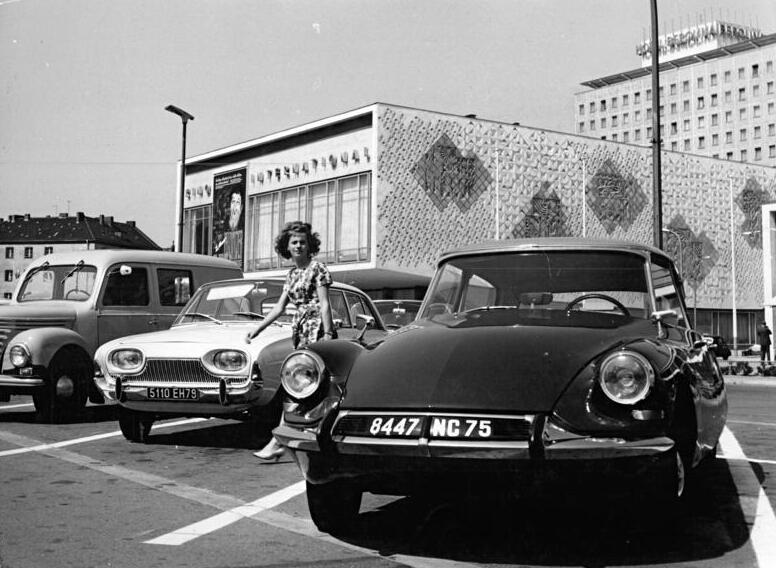
Kino International, 1964

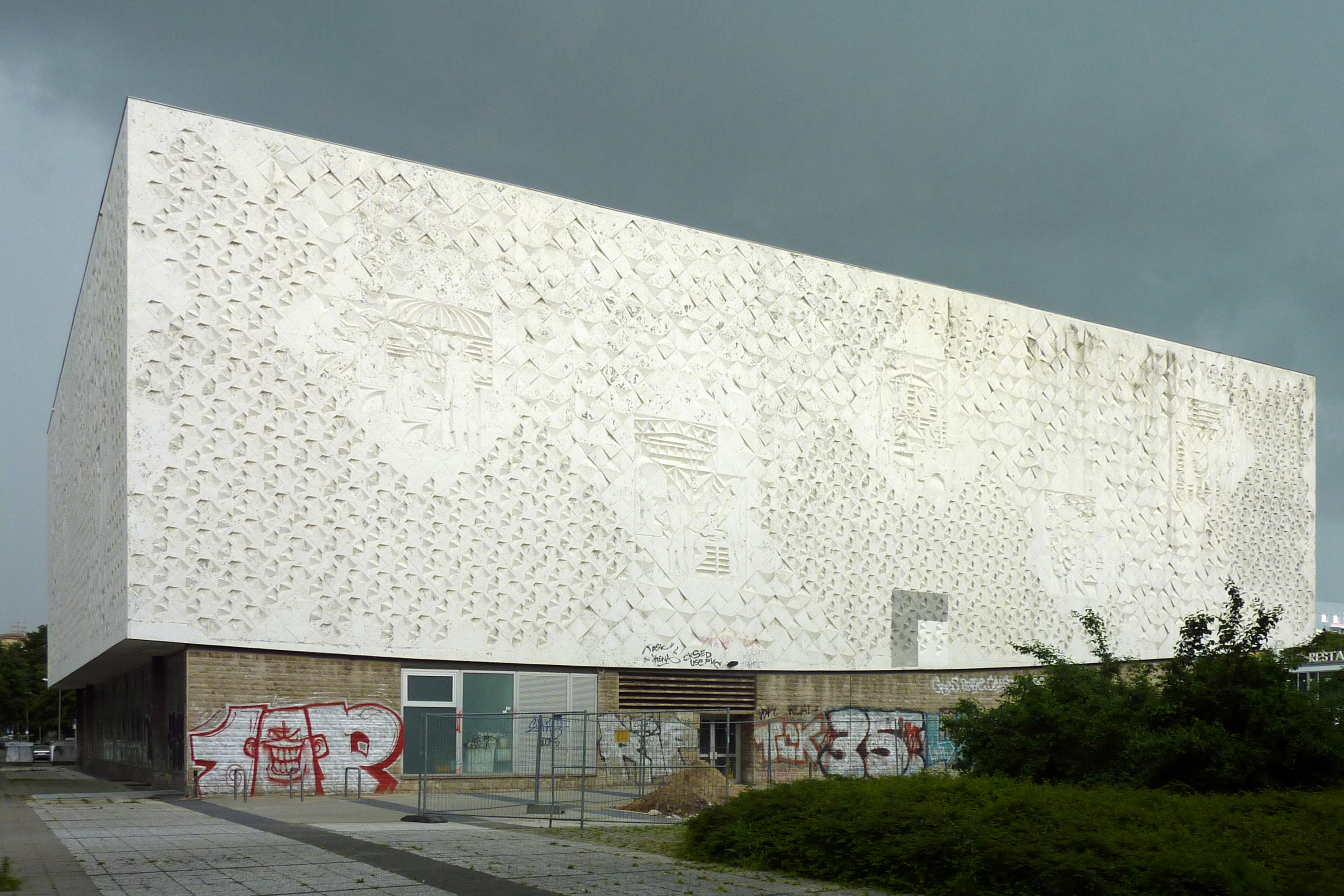
Kino International – Bildhauerrelief als Fassadengestaltung, Blick von Westen, 2013

Der Kinobau selbst wurde von den Architekten Josef Kaiser und Heinz Aust als dreigeschossiger Stahlbetonskelettbau geplant, der mit hellem Sandstein verkleidet wurde. Kaiser hatte vorher bereits das Kino Kosmos und das Café Moskau entworfen. Aufgrund des vorgelagerten Barbereiches sind die Grundrissmaße der Geschosse unterschiedlich, nämlich 38 Meter × 35 Meter im Erdgeschoss und 47 Meter × 35 Meter im Obergeschoss. Der Kinosaal mit großzügigem Foyer kragt stützenfrei neun Meter über das Erdgeschoss. Charakteristisch ist ein zur Straße hin offener Bereich mit großer Glasfläche. Die Gleichbehandlung der Fußboden- und Wandflächen auf dem überdeckten Vorplatz unterhalb des Foyers und die Transparenz des Eingangsbereichs charakterisieren das Gebäude als ein „offenes Haus“.
Die drei fensterlosen Seitenflächen nehmen ein bewegtes Bildhauerrelief mit dem Titel Aus dem Leben heutiger Menschen auf. Das 14-teilige Werk besteht aus Steinguss und wurde von Waldemar Grzimek, Hubert Schiefelbein und Karl-Heinz Schamal aus nur zwei Gussformen entworfen.
Nach zweijähriger Bauzeit wurde das Kino am 15. November 1963 in Anwesenheit des Staatsratsvorsitzenden Walter Ulbricht mit dem sowjetischen 70-mm-Film Optimistische Tragödie feierlich eröffnet. Neben dem eigentlichen Kinosaal mit ursprünglich 608 (heute: 551) Plätzen gab es zahlreiche weitere Räume, unter anderem im Sockelgeschoss einen „Repräsentationsraum“, in dem sich die Staats- und Parteiführung vor und nach Premierenfeiern aufhielt, eine Bibliothek und ein Büro des Oktoberklubs. Der Kinosaal wurde auch häufig zu Konzerten von nationaler Rockmusik und internationalen Konzerten, wie neben vielen anderen John Mayall genutzt.
Klub International
Im obersten Geschoss befand sich bis ca. 1990 der Jugendclub Klub International, der durch den Eingang an der rechten Fassadenseite zu erreichen war. Hier fanden neben anderen Veranstaltungen auch bedeutende Konzerte wie von Feeling B oder Bayon statt. An diesen Namen anknüpfend, dienten in den 1990er und 2000er Jahren die Räumlichkeiten des Kinos International zu regelmäßig stattfindenden schwul-lesbischen Partys.

## Kinosaal und Technik

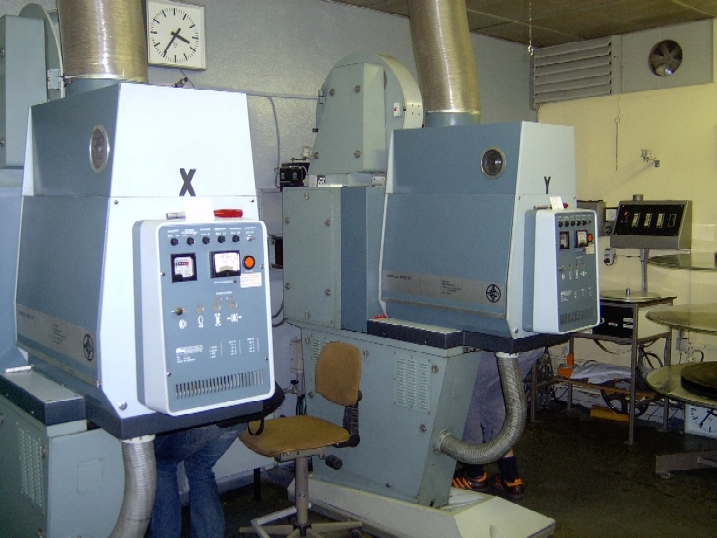
Filmprojektoren für 70-mm-Filme

Gerade in den 1950er und 1960er Jahren wurden in Berlin zahlreiche Gebäude in einer speziellen Kino-Architektur entworfen, so der Zoo Palast und der Royal Palast in West-Berlin. Die Bauweise sollte dem Kinobesucher ein maximales Sicht- und Klangerlebnis bieten. Dies wurde auch bei der Planung des Kinosaales im Filmtheater International berücksichtigt. Der für 608 Besucher konzipierte Kinosaal ist schräg angelegt und liegt auf dem niedrigen Sockelgeschoss mit Kassen- und Garderobenhalle. Die Breite der Leinwand beträgt großzügige 17,5 Meter. Nur der Zoo Palast bietet heute Vergleichbares in Berlin. Es ging hierbei auch um eine kulturelle Neubewertung des Kinos, resp. Filmpalast in der DDR.
Die Tontechnik wurde speziell für den Kinosaal konzipiert und ähnelt der eines Tonstudios. Die mit Dämm-Matten versehenen Wände und die darüberliegende elegante Wandverkleidung aus rhythmisch versetzten, schräg stehenden Holzleisten mit offenen Fugen garantieren eine für die damalige Zeit einzigartige Akustik. Die wellenförmige Decke hat neben einem optischen Schaueffekt die Aufgabe, den Ton optimal in den Kinosaal hineinzutragen. In den 1980er Jahren wurde das Kino International zudem als eines der wenigen Kinos der DDR mit einer Dolby-Stereo-Anlage ausgestattet. Formgebung, Materialwahl und Proportionen machen diesen Raum zu einem der gelungensten Kinosäle der Nachkriegszeit.
Im Vorführraum befinden sich heute noch zwei der letzten aus DDR-Produktion stammenden Filmprojektoren. Sie erlauben auch das Abspielen von 70-mm-Kopien. Die Produktion der Projektoren wurde wenig später im Rahmen des RGW in die Tschechoslowakei verlegt.
Nach 1990 wurde der Kinosaal denkmalgerecht umgebaut und die Bestuhlung ausgewechselt.

## Foyer

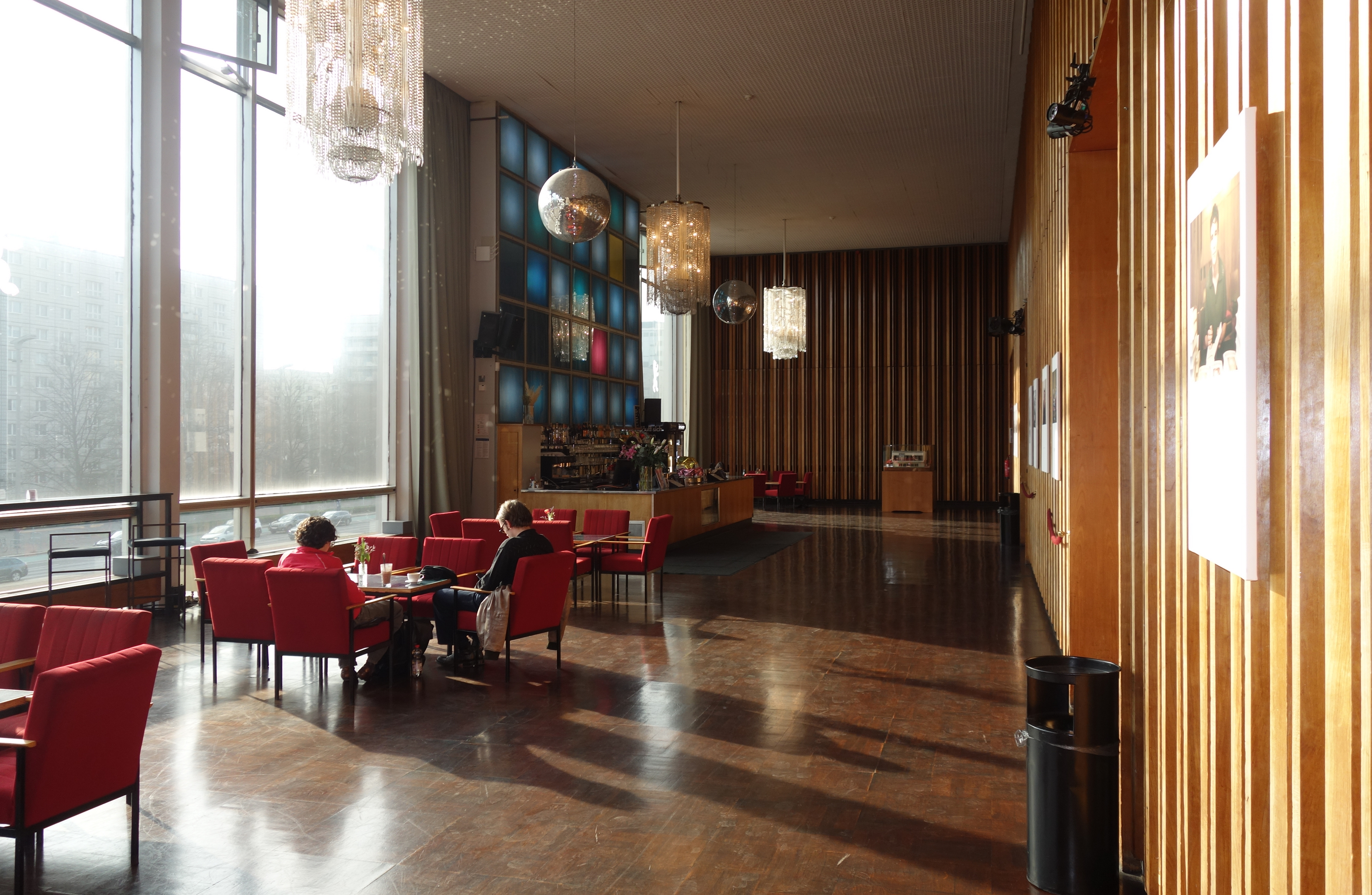
Barbereich, 2024

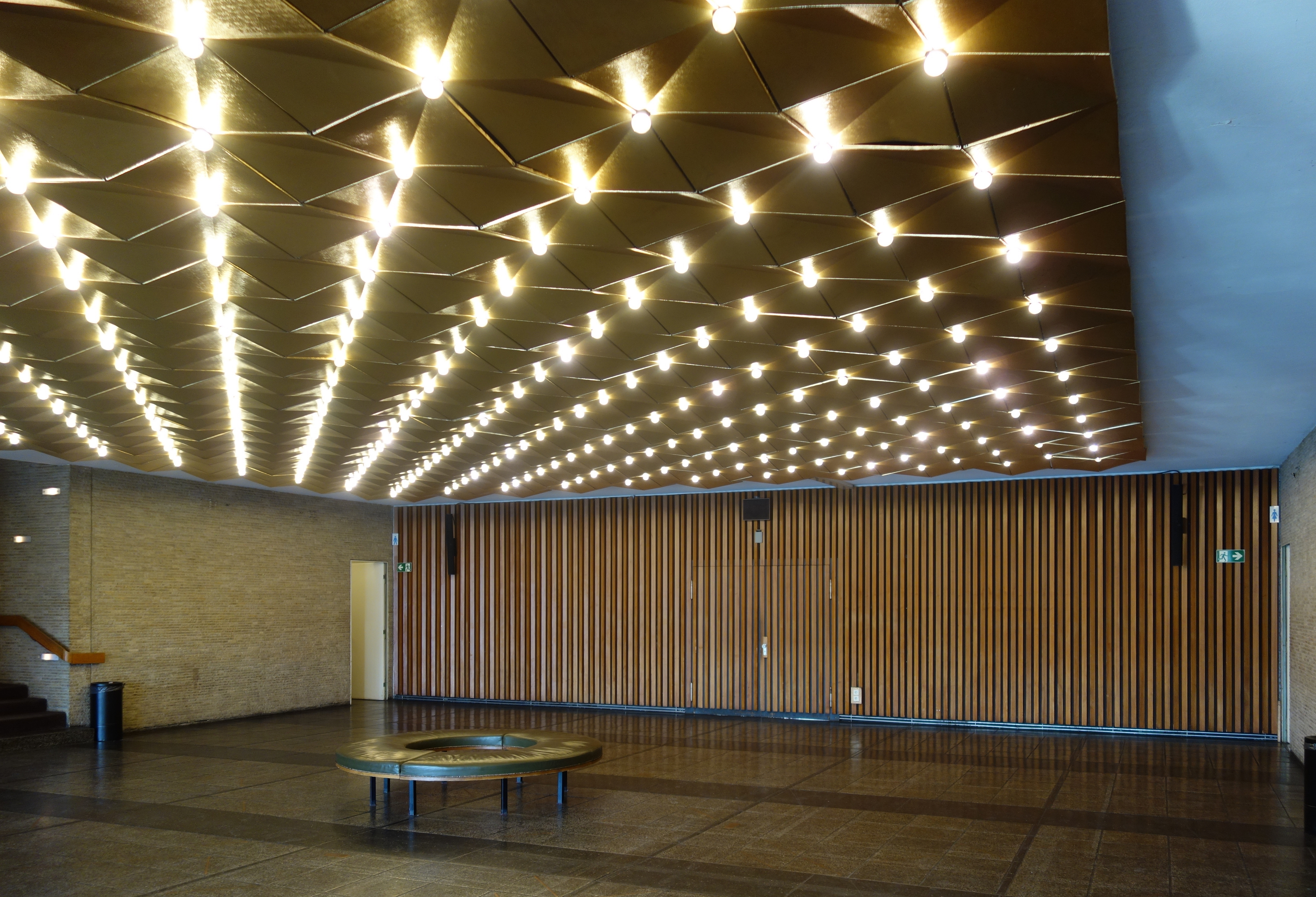
Foyer im Eingangsbereich, 2024

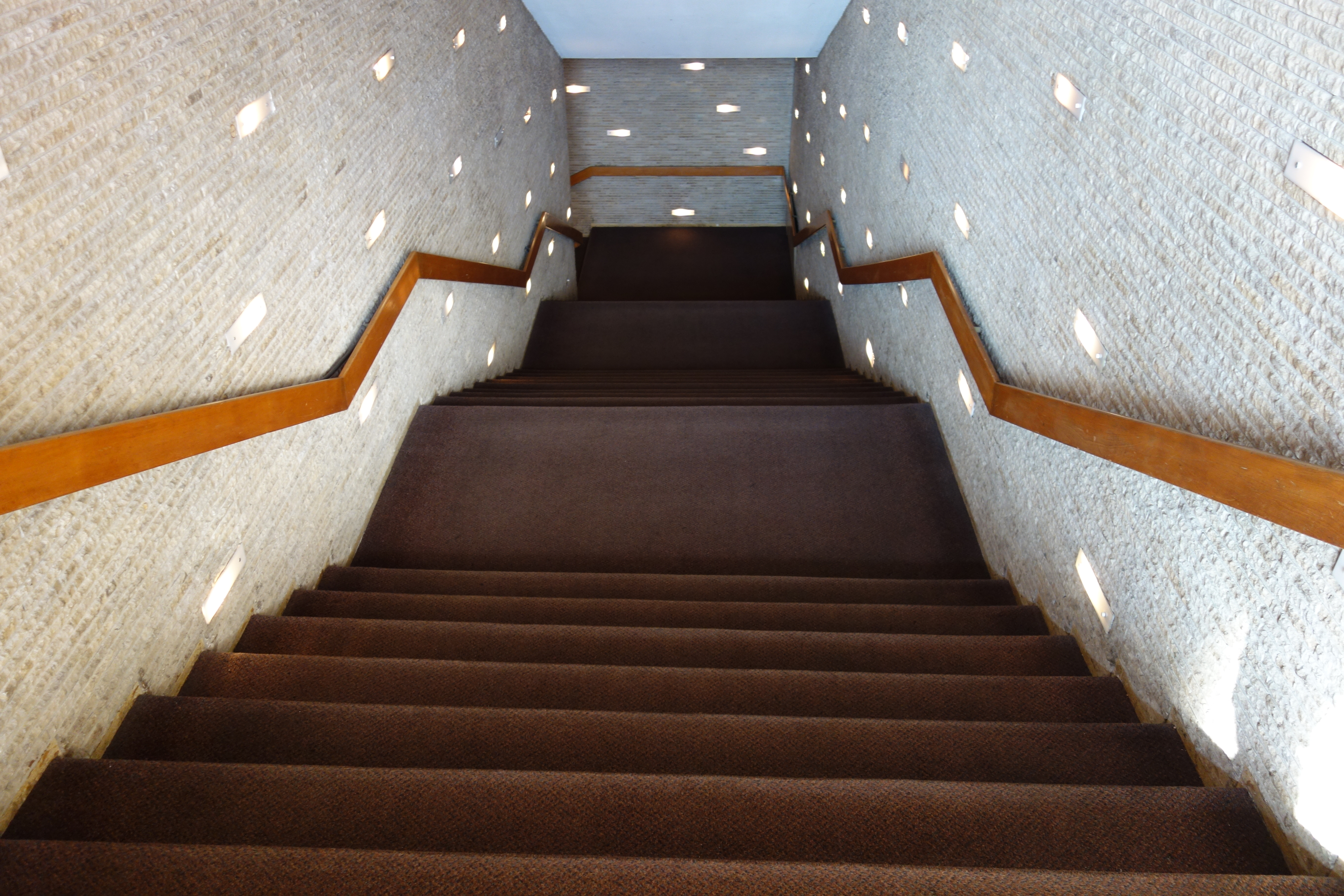
Treppe vom Barbereich zum Eingangsbereich, 2024

Das einladende Foyer im Obergeschoss besitzt zur Karl-Marx-Allee hin Panoramafenster mit schlanken goldenen Fensterrahmen. Deren Anordnung symbolisiert die Verhältnisse einer klassischen Säulenfassade. Im Zentrum des Eingangsbereichs gibt es eine ringförmige, mit schwarzem Leder gepolsterte, Sitzgruppe. Die vier Kristallleuchter stammen aus Glaswerkstätten der Tschechoslowakei. Schließlich wartet eine großzügige Bar in diesem Bereich auf Besucher.
Der Barbereich dient in der Netflixserie Kleo in Folge 5 als die Kulisse vom abgeänderten Café International.

## Premierenkino

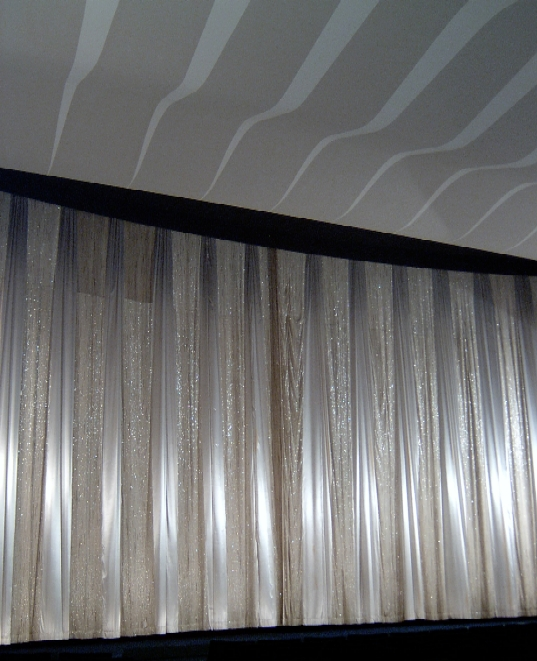
Premierenvorhang aus Glitzertextilien

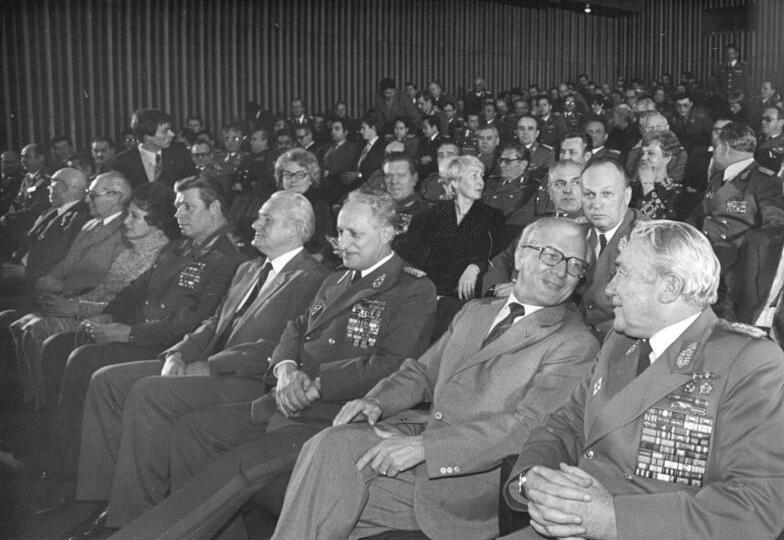
Uraufführung mit Erich Honecker, 1981

Das Kino International diente vom 15. November 1963 (mit dem sowjetischen Filmdrama Optimistische Tragödie von Samsonow) bis 1990 als ein Premierenkino der DDR. Zahlreiche DEFA-Filme hatten hier ihre Premiere. Speziell für die Partei- und Staatsführung wurde die achte Reihe, in der man eine optimale Sicht hatte, mit einer besonderen Beinfreiheit versehen. Vor und nach den Premieren hielten sich die Besucher der Staatsführung im „Repräsentationsraum“ (heute: Honecker-Lounge) auf. Im Keller wurden für die Staatsführung ein wenige Personen fassender Atombunker und im Gebäudeinneren ein Aufzug nachträglich eingebaut.
Als Premierenkino fanden so bedeutende Aufführungen wie Spur der Steine (1966), Cabaret (1972), Ginger und Fred (1986), Dirty Dancing (1987) oder Die Kommissarin (1987) statt. Letzter wurde nur eine Woche nach dem Start verboten. Der Film Solo Sunny (1980) von Konrad Wolf wurde mit über 100.000 Besuchern die erfolgreichste Aufführung des Hauses.
Am 9. November 1989, dem Tag des Mauerfalls, wurde im International Heiner Carows Coming Out uraufgeführt. Im Februar 1990 wählten die Internationalen Filmfestspiele Berlin (Berlinale) das Kino International zu ihrer Spielstätte.
Im 21. Jahrhundert wird das International von zahlreichen Filmemachern aufgrund seines Ambientes wieder als Premierenkino genutzt und ist weiterhin Spielstätte im Rahmen der Berlinale. Es ist beliebt bei den Berliner Kinogängern als Kino mit Tradition und besonderer Atmosphäre. Die sehr großen Filmplakate des Films der Woche an der Außenseite des International werden per Hand von Filmplakate-Malern des Studios Werner Werbung aus Reinickendorf gezeichnet und sind ein echter Blickfang.

## Sanierung
Bereits in den 2010er Jahren haben die Betreiber der Yorck Kinogruppe mehrere Sanierungsarbeiten am Gebäude durchgeführt. Nachdem die Finanzierung und Vorbereitung mehr als fünf Jahre in Anspruch nahm, wurde im Mai 2024 eine Generalsanierung begonnen, bei der über 80 % der technischen Geräte und Leitungen erneuert werden. Dafür bleibt das Haus erstmals in seiner Geschichte für einen längeren Zeitraum geschlossen.